# Parco nazionale del Grande Himalaya
Il parco nazionale del Grande Himalaya (in inglese Great Himalayan National Park) è un'area protetta dell'India settentrionale situata nell'Himalaya occidentale. Comprende principalmente habitat di montagna e copre circa 754 chilometri quadrati. Insieme alle adiacenti aree protette del parco nazionale di Pin Valley (675 chilometri quadrati) e della riserva naturale di Rupi Bhawa (503 chilometri quadrati), l'area protetta comprende quasi tutti gli habitat dell'Himalaya occidentale, con climi che vanno dal tropicale all'alpino, fino a regioni di vera e propria steppa tibetana.
Le regioni montuose più elevate ospitano leopardi delle nevi, orsi bruni, bharal, tahr dell'Himalaya e moschi. Ad altitudini leggermente inferiori, per lo più al di sotto dei 2000-3000 metri, vivono goral, sirau, muntjak, leopardi, orsi dal collare e macachi reso.
Finora nel parco sono state registrate 31 specie di mammiferi e 181 specie di uccelli. Nel 2014 è stato riconosciuto patrimonio dell'umanità dall'UNESCO.